# Barbuligobius boehlkei
Barbuligobius boehlkei es una especie de peces de la familia de los Gobiidae en el orden de los Perciformes.

## Morfología
Los machos pueden llegar a alcanzar los 2 cm de longitud total.

## Hábitat
Es un pez de mar y de clima tropical y demersal que vive entre 5-12 m de profundidad. 

## Distribución geográfica
Se encuentra en Australia, Chagos, Indonesia, el Japón (incluyendo las islas Ryukyu), Sudáfrica y Taiwán.

## Observaciones
Es inofensivo para los humanos. 